# Воронуха
Ворону́ха — загальнозоологічний заказник місцевого значення в Україні. Розташований у межах Кременецького району Тернопільської області, між селами Кімната і Града (лісове урочище «Воронуха»). 
Площа 4814 га. Статус присвоєно відповідно до рішення виконкому Тернопільської обласної ради від 30 червня 1986 року № 198. Перебуває у віданні Гаївської сільради (4277 га) та Кременецького держлісгоспу ДЛГО «Тернопільліс» (537 га; Кременецьке лісництво, кв. 26-35). Рішенням Тернопільської обласної ради від 22 липня 1998 року № 15, мисливські угіддя заказника надані в користування Кременецького держлісгоспу ДЛГО «Тернопільліс» як постійно діюча ділянка з охорони, збереження та відтворення мисливської фауни. 
Під охороною — численна мисливська фауна: заєць сірий, вивірка лісова, лисиця руда, куниця лісова, свиня дика, сарна європейська, сіра куріпка та інші види, також борсук звичайний.